# Microrregión de Paragominas
La microrregión de Paragominas es una de las microrregiones del estado brasileño del Pará perteneciente a la mesorregión del Sudeste Paraense. Su población fue estimada en 2006 por el IBGE en 266.570 habitantes y está dividida en siete municipios. Posee un área total de 48.377,604 km².

## Municipios
- Abel Figueiredo
- Bom Jesus do Tocantins
- Dom Eliseu
- Goianésia do Pará
- Paragominas
- Rondon do Pará
- Ulianópolis

- Datos: Q2597303